# Changminia huangdi
Espèce
Synonymes
- Holocneminus huangdi Tong & Li, 2009

Changminia huangdi est une espèce d'araignées aranéomorphes de la famille des Pholcidae.

## Distribution
Cette espèce est endémique de Hainan en Chine. Elle se rencontre à Dongfang dans la grotte Huangdi et dans le xian de Changjiang dans la grotte Baoyao.

## Description
Le mâle holotype mesure 1,96 mm, les mâles mesurent de 1,96 à 2,34 mm et les femelles de 1,87 à 2,53 mm.

## Systématique et taxinomie
Cette espèce a été décrite sous le protonyme Holocneminus huangdi par Tong et Li en 2009. Elle est placée dans le genre Changminia par Chu, Yao, Wongpro et Li en 2022.

## Étymologie
Son nom d'espèce lui a été donné en référence au lieu de sa découverte, la grotte Huangdi.

## Publication originale
- Tong & Li, 2009 : « Six new cave-dwelling pholcid spiders (Araneae: Pholcidae) from Hainan Island, with two newly recorded genera from China. » Zootaxa, no 1988, p. 17-32.